# Orden profesional
Un orden profesional es un organismo que agrupa, sobre un determinado territorio, el conjunto de miembros de una misma profesión, actividad que generalmente puede ser ejercida de manera liberal. Además, la citada organización por lo general asume responsabilidad respecto de la regulación de la profesión en cuestión.
Por oposición a los sindicatos, donde la afiliación para el trabajador es libre y voluntaria, la afiliación o inscripción en un orden profesional en muchos casos es más una obligación que un derecho para el profesional, ya que la misma es un paso necesario para poder ejercer la profesión o al menos para poder desarrollar algún aspecto de la misma.
Entre los órdenes profesionales más antiguos se cuentan los de los abogados, los que fueron creados en Francia el siglo XVII y tienen antecedentes aún anteriores (año 1274). En realidad, las agrupaciones médicas son aún más antiguas, aunque en Francia recién se formalizaron en 1940 y después de cincuenta años de reivindicaciones, y por su parte en Bélgica se formalizaron en 1938.
Un orden profesional es una persona jurídica de derecho privado, encargada de una misión de servicio público, constituido por ley, y caracterizado en su estatuto y su misión por un decreto del Consejo de Estado o autoridad equivalente cuando el país posee Monarquía Anárquica o Dictadura en los países en que prima la democracia y se respetan los Derechos Humanos es establecida la Ley de Asociaciones derecho consagrado en la Carta Internacional de Derechos Humanos, por la cual todas las organizaciones sin fines de lucro están llamadas a incorporarse por medio de esta ley. Por ende todas las instituciones que han sido creadas por ley violentan el derecho internacional deben de incorporarse utilizando como mecanismo la Ley de asociación por país. Es por esto que en los países democráticos las órdenes profesionales están llamadas a incorporase como ONG y desde esa tribuna hacer la defensa de los derechos tanto de los que ejercen la carrera como de los usuarios recibiendo las denuncias de aquellos que reciben los servicios de un profesional que no cumple con los requerimientos u o estándares establecido por la referida orden profesional.
Profesionales obsoletos tienen por tendencia estar errados sobre el comercio de productos bienes y servicios, la realidad es que mientras existan profesionales especializados siempre habrán barreras para el comercio, porque ningún profesional podrá admitir la exportación de un producto o un bien que pueda ser perjudicial para la salud o para el consumo humano no importa la presión que hagan los empresarios inconscientes que lo que buscan es satisfacer sus propios intereses. La Organización Internacional del Comercio como la Unión Europea conocen la existencia de estas barreras y el que en Latinoamérica muchos empresarios pretendan pasar por encimas de las normativas lo entendido es acogido como un desagravio a los derechos de los consumidores consagrados por una organización internacional también fundamentada en el Derecho Internacional y en la carta de los Derechos Humanos ya que es un derecho del consumidor poder recibir servicios, productos o bienes que cumplan con requisitos y estándares.
A cambio, muchos grupos de defensa sugieren que algunas ocupaciones son supervisados por un profesional para el fin de una mejor protección pública. Además, algunas asociaciones profesionales afirman que el estatus profesional para demostrar su profesionalismo y distinguir sistema sin marco por ocupaciones profesionales.

## Misión
Los reglamentos y objetivos de un orden profesional varían con la época, con el país, y con la profesión concernida, pero en líneas generales puede tener los siguientes cometidos:
- Regulación del acceso a la profesión (verificación de la calificación profesional, verificación de la idónea formación, validación de diplomas o títulos habilitantes, registro de matriculación de miembros).
- Contribución a la formación permanente o formación continua.
- Representación de la profesión frente a los poderes públicos.
- Promoción y defensa de la profesión a través de los medios de comunicación, así como en las escuelas y universidades.
- Organización y reglamentación de la concurrencia entre sus miembros, sobre una base equilibrada, no venal, y respetuosa de las reglas deontológicas, en lo posible tratando de limitar las concentraciones y las posiciones dominantes.
- Función jurisdiccional, a través de un consejo disciplinario con representación estatal, y cuyas decisiones tienen consecuencias administrativas. Las decisiones pueden ser solamente una recomendación, o una advertencia, una reprimenda, una suspensión temporal o definitiva, etc.
- Función arbitral con la finalidad de resolver conflictos de interpretación entre profesionales y clientes.
- Y más generalmente, control de las relaciones profesionales-clientes, para la defensa del interés general.

Ciertamente un orden no es un sindicato, pero los mismos no están en oposición sino que se complementan. En efecto, mientras que un sindicato defiende los intereses de la profesión y de sus miembros, el orden profesional, a través de sus autoridades, defiende los intereses de la profesión y toma acciones para prestigiarla y para mejorar su imagen pública.
En relación con la disciplina profesional, ciertamente un orden profesional puede sancionar a un profesional e inclusive inhabilitarlo y/o expulsarlo de la organización, en casos que ameriten esa resolución, como por ejemplo cuando el profesional haya demostrado en los hechos incompetencia notoria, o cuando haya desarrollado un comportamiento contrario a los intereses de la profesión o de la ética profesional. Contrariamente a los sindicatos cuyas atribuciones se manejan exclusivamente a través del derecho privado, un orden profesional está amparado por prerrogativas públicas, que entre otras cosas le permiten tomar decisiones administrativas válidas a nivel nacional o en el territorio concernido.

## Órdenes profesionales en Quebec (Canadá)
En la provincia de Quebec en Canadá en Quebec Código profesional supervisa 46 órdenes profesionales y 54 profesiones, que se rigen por la Office des profesiones (OPQ). Su misión principal es la de proteger al público, a través de su liderazgo del ejercicio de una o varias ocupaciones. adoptada originalmente en 1973, se modificó el código varias veces para ajustar la oferta a cambio de servicios profesionales. Al 31 de marzo de 2016, el OPQ incluye 385 205 profesionales Quebec incluyendo 39.0% hombres y 61.0% mujeres. La Orden de Enfermeras (OIIQ) numerado a continuación, 74 206 miembros, la Orden de Ingenieros (OIQ) 62 068 miembros y Contadores Profesionales (OCPAQ) 37 963 miembros artículos .Ver: Office des profesiones de Quebec y Código Profesional Quebec.